# 100 di questo giorno
100 di questo giorno è  un programma televisivo italiano di videoframmenti, andato in onda dal 9 al 20 dicembre 2019 su Rete 4, successivamente viene riproposto in replica nelle giornate di sabato 28 e domenica 29 agosto 2021 su Canale 5 nella fascia preserale storicamente occupata dai game show.

## Il programma
Il programma fa rivivere, in ogni puntata, i momenti più salienti dei programmi televisivi Mediaset dalla nascita di questa, ossia il 1980, ad oggi. Viene trasmesso dal 9 al 13 dicembre 2019 dal lunedì al venerdì dalle 20:00 alle 20:30 (subito dopo la soap opera tedesca Tempesta d'amore) in seguito alla riorganizzazione del palinsesto giornaliero della rete.
Tale collocazione però rimane valida solo per la prima settimana di programmazione, a causa degli ascolti insoddisfacenti (oscillanti tra l'1,8 e il 2,6%). Dal 16 al 20 dicembre 2019 la messa in onda del programma viene spostata al mattino alle 9:30.
Nonostante tale modifica, il programma non cresce negli ascolti e viene definitivamente sospeso alla fine della seconda settimana di messa in onda.
Nel 2021 viene riproposto nella fascia preserale di Canale 5 nelle giornate di sabato 28 e domenica 29 agosto dalle 18:45 alle 19:55.